# Pycnoclavella
Genre
Synonymes
- Archiascidia Julin, 1904[1]

Pycnoclavella est un genre d'ascidies de la famille des Clavelinidae. 

## Liste de espèces
Selon World Register of Marine Species (10 novembre 2019) :
- Pycnoclavella arenosa (Kott, 1972)
- Pycnoclavella atlantica Pérez-Portela, Duran & Turon, 2007
- Pycnoclavella aurantia Kott, 1990
- Pycnoclavella aurilucens Garstang, 1891
- Pycnoclavella belizeana Goodbody, 1996
- Pycnoclavella brava Pérez-Portela, Duran & Turon, 2007
- Pycnoclavella communis Pérez-Portela, Duran & Turon, 2007
- Pycnoclavella detorta (Sluiter, 1904)
- Pycnoclavella diminuta (Kott, 1957)
- Pycnoclavella elongata Kott, 1990
- Pycnoclavella filamentosa Kott, 2005
- Pycnoclavella flava (Monniot, 1988)
- Pycnoclavella inflorescens Kott, 2005
- Pycnoclavella kottae Millar, 1960
- Pycnoclavella martae Perez-Portela & Turon, 2008
- Pycnoclavella minuta Millar, 1953
- Pycnoclavella nana (Lahille, 1890)
- Pycnoclavella narcissus Kott, 2005
- Pycnoclavella neapolitana (Julin, 1904)
- Pycnoclavella producta (Milne Edwards, 1841)
- Pycnoclavella stanleyi Berrill & Abbott, 1949
- Pycnoclavella stolonialis Pérez-Portela, R., Goodwin, C.E., Picton, B.E. & X. Turon, 2010
- Pycnoclavella tabella Kott, 1990
- Pycnoclavella taureanensis Brunetti, 1991

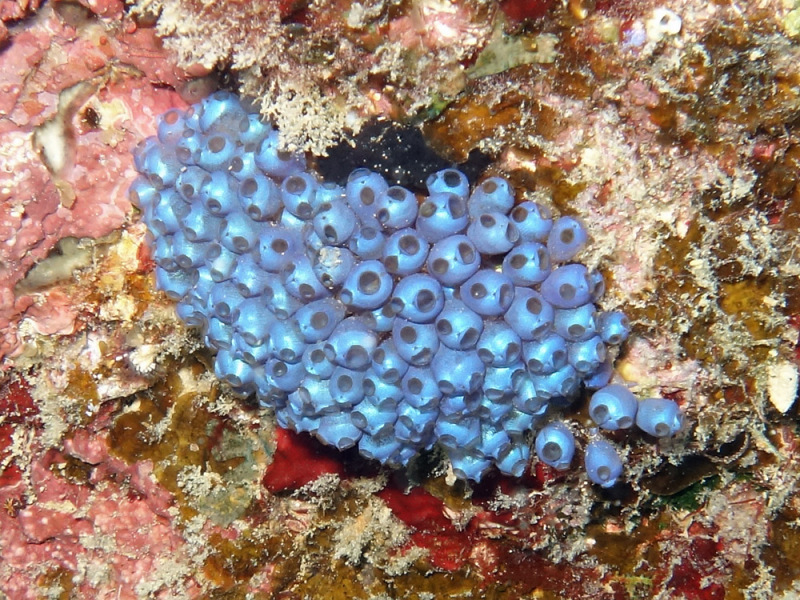
Pycnoclavella diminuta.
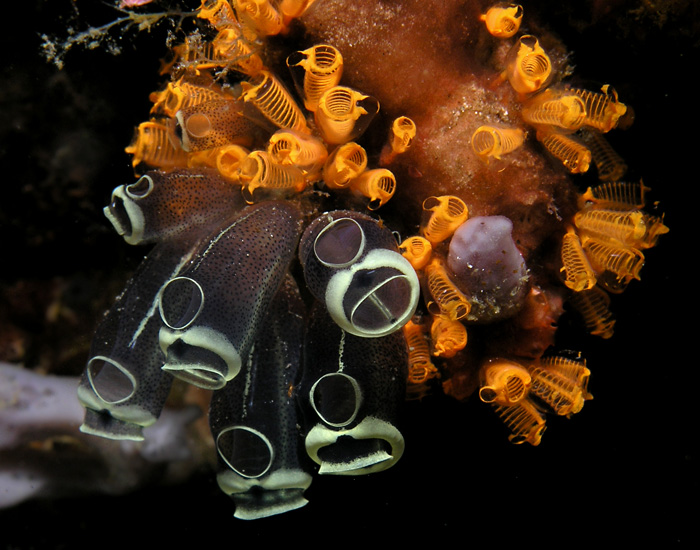
Pycnoclavella flava (en orange).
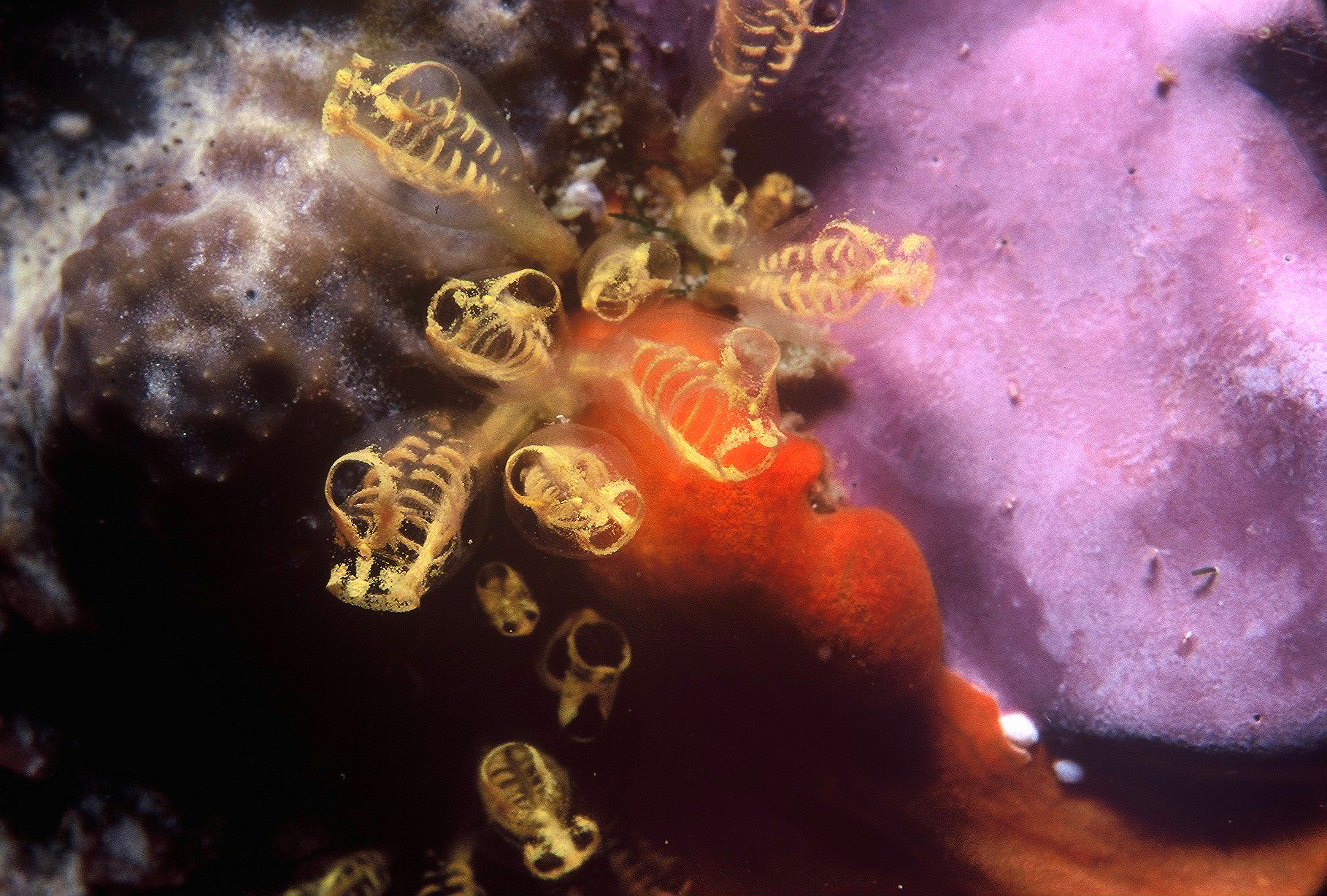
Pycnoclavella nana.
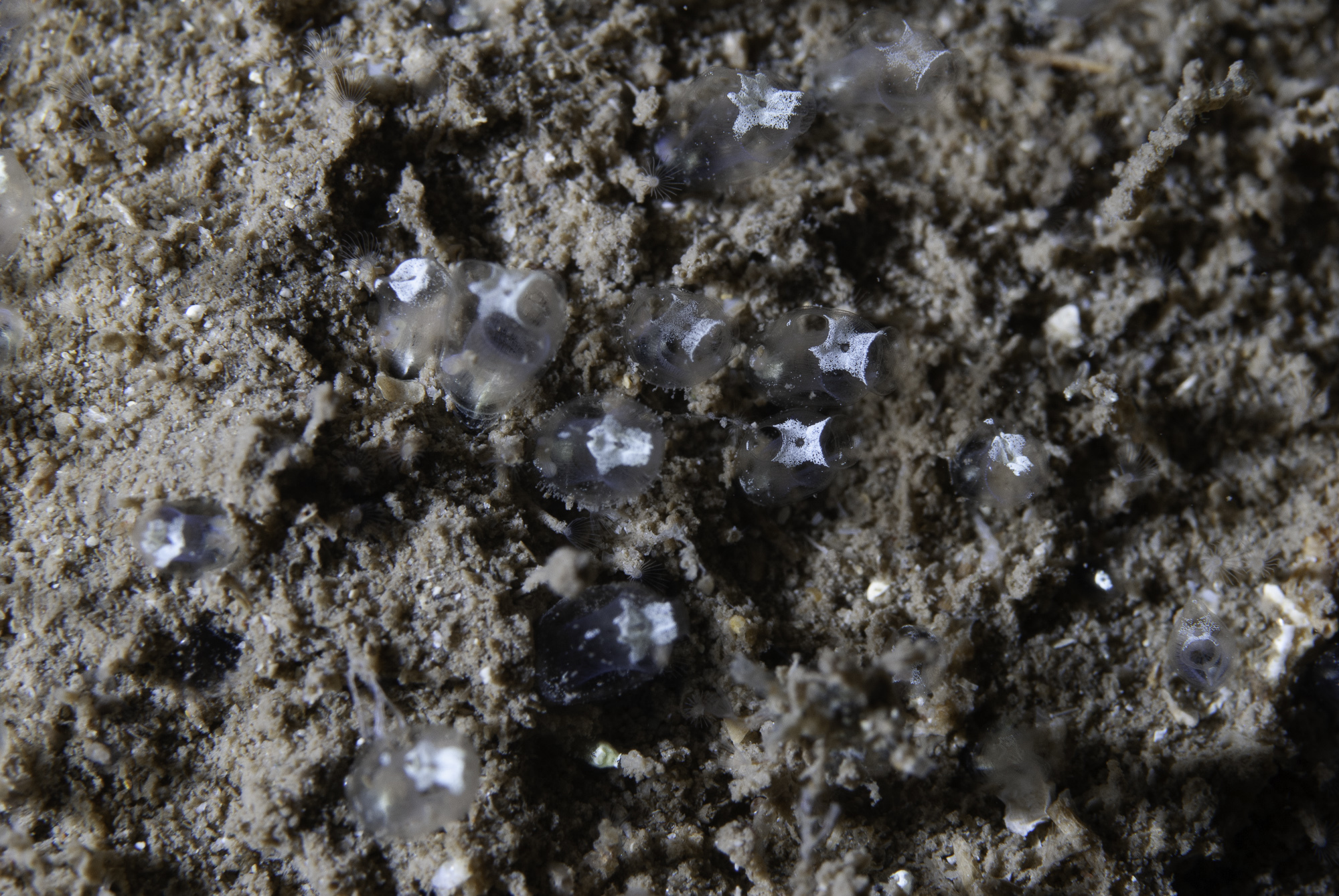
Pycnoclavella stolonialis.
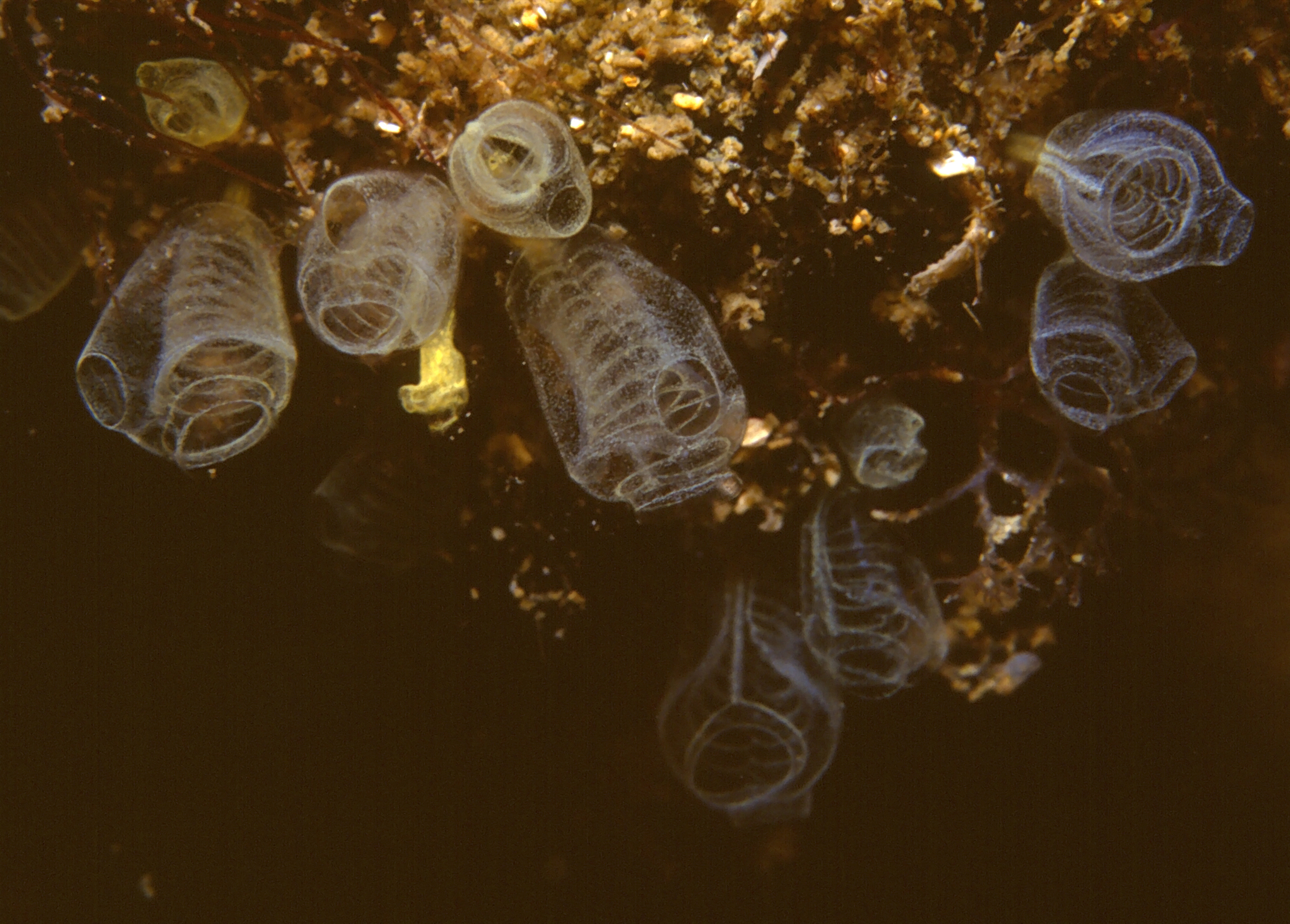
Pycnoclavella taureanensis.